# Juice (film)
Juice is een Amerikaanse misdaadfilm uit 1992 onder regie van Ernest R. Dickerson. In de film spelen onder meer Omar Epps en Tupac Shakur. 
De film volgt de dagelijkse activiteiten van vier jongeren die opgroeien in Harlem. Wat ze doen begint als onschuldig kattenkwaad, maar wordt steeds ernstiger naarmate de tijd verstrijkt. Centraal staat ook de strijd die deze jonge mannen elke dag moeten leveren met de politie, de intimidatie van bendes, en hun families. 
De film werd opgenomen op locatie in New York, vooral in Harlem.

## Rolverdeling
| Acteur            | Personage            |
| ----------------- | -------------------- |
| Omar Epps         | Quincy 'Q' Powell    |
| Tupac Shakur      | Roland Bishop        |
| Jermaine Hopkins  | Eric 'Steel' Thurman |
| Khalil Kain       | Raheem Porter        |
| Cindy Herron      | Yolanda              |
| Vincent Laresca   | Radames              |
| Samuel L. Jackson | Trip                 |
| George O. Gore II | Brian                |
| Grace Garland     | Q's Mother           |
| Queen Latifah     | Ruffhouse M.C.       |
| Victor Campos     | Quilez               |
| Bruklin Harris    | Keesha               |
| Donald Faison     | Student              |